# Armando Mondelo
Armando Nahuel Mondelo (Bahía Blanca, Argentina, 5 de octubre de 1981) es un  futbolista argentino. Jugaba como delantero en el Club Atlético Tiro Federal Argentino Y actualmente se desempeña en el Club Atlético Pacífico de bahía blanca.

## Biografía
A los cuatro años empezó a jugar el fútbol en el Club Deportivo San Francisco, entre los 7 y los 11 lo hizo en el Club Villa Mitre y a los 12 años pasó al Club Olimpo donde estuvo hasta los 16, cuando Néstor Herrero lo llevó a probarse a Boca Juniors, y pese a haber quedado, las cosas no le resultaron como esperaba.
Cuando dejó las inferiores del club xeneize, volvió a Bahía Blanca y estudió Educación Física y se sumó a la reserva de Olimpo, donde lo vio Gustavo Alfaro y lo convocó para primera. 
Debutó en la primera de la Liga del Sur el 24 de junio de 2001, en el partido Olimpo 2 - Liniers 1, en cancha del Club Bella Vista y ya lleva jugados 103 partidos (63 en Olimpo y 40 en Tiro) y 30 goles (23 en Olimpo y 7 en Tiro).
Durante 2007, fue el goleador del torneo oficial de la Liga del Sur, el periodismo lo eligió como el mejor jugador del año y en los primeros días de diciembre firmó un contrato profesional con Olimpo.
El 22 de marzo del 2008, con Roberto Marcos Saporiti como entrenador del conjunto ‘aurinegro’, se dio el gusto de debutar en la Primera División del fútbol Argentino,  a los 26 años, en una derrota como visitante frente a Argentinos Juniors por 1 a 0 (gol de Juan Mercier a los 11 min), en la que fue reemplazado a los 54 minutos por Leandro González.
En el año 2009 fue contratado por el Club Liniers de Bahía Blanca como refuerzo para disputar el Torneo Argentino "B".
En el año 2011, luego de su lesión de rotura de ligamentos cruzados, fue contratado por el Club Tiro Federal, para disputar el torneo de la Liga del Sur.
En el año 2023 fichó por el Club Atlético Pampero, donde se encuentra actualmente disputando el torneo de la zona sur de La Pampa.

## Clubes
| Club                                      | País      | Año         |
| ----------------------------------------- | --------- | ----------- |
| Club Deportivo San Francisco (inferiores) | Argentina | 1985-1988   |
| Club Villa Mitre (inferiores)             | Argentina | 1988-1992   |
| Club Olimpo (inferiores)                  | Argentina | 1993-1996   |
| Club Boca Juniors (inferiores)            | Argentina | 1996-       |
| Olimpo                                    | Argentina | 2001- 2009  |
| Liniers                                   | Argentina | 2009- 2010  |
| Tiro Federal                              | Argentina | 2016 - 2017 |

- Datos: Q5704570